# Žigmund Tomašević
Žigmund Tomašević, Sigismund Kotromanić ili Ishak-beg Kraljević (tur. Ishak-bey Kraloğlu, Ishak-beg Kiraloğlu ) (?, sredina 15. st. – ?, 1. pol. 16. st.), vojskovođa u osmanskoj službi, kraljević u Bosni iz ogranka dinastije Kotromanića. Sin je Stjepana Tomaša († 1461.) i Katarine Kosače († 1478.). Imao je sestru Katarinu Tomašević i starijeg polubrata Stjepana Tomaševića († 1463.) iz očevog braka s krstjankom Vojačom.
Godine 1463. u jeku pada Bosanskog Kraljevstva pod osmansku vlast, djeca (Žigmund i Katarina) zarobljena su i odvedena su u Carigrad gdje su primili islam i počeli se obrazovati. Kada je odrastao, Žigmund (sada Ishak-beg) postao je turski sandžak-beg u Bolu, na sjeverozapadu Male Azije.
Od 1485. sandžak-beg Karasija, pokrajine u Maloj Aziji. Vjerojatno je sudjelovao u Krbavskoj bitci.